# Karl Lamprecht
Karl Lamprecht, född 25 februari 1856 i Jessen (nära Wittenberg), död 10 maj 1915 i Leipzig, var en tysk historiker.
Han blev 1881 filosofie doktor i Bonn samt professor i historia 1890 i Marburg och 1891 i Leipzig. Därjämte ledde han sedan 1894 utgivningen av det Heeren-Ukertska samlingsverket Geschichte der europäischen Staaten, av Lamprecht 1901 förändrat till en Allgemeine Staaten-Geschichte med särskilda avdelningar för europeisk och utomeuropeisk historia samt tysk lokalhistoria. År 1909 upprättades av Lamprecht ett Institut für Kultur- und Universalgeschichte vid Leipzigs universitet. 
Lamprechts vetenskapliga författarverksamhet började med en studie över Frankrikes ekonomiska liv på 1000-talet (1879) och det konsthistoriska arbetet Initialornamentik des VIII. bis XIII. Jahrhunderts (1882); han övergick därpå till en sammanfattande, på material huvudsakligen från Moseltrakterna byggd framställning av tyskt medeltida ekonomiskt, socialt, rättsligt och politiskt liv i Deutsches Wirtschaftsleben im Mittelalter (4 band, 1886). 
De nya metodiska regler som Lamprecht särskilt i det sistnämnda arbetet sökt att tillämpa kom till fullt genomförd användning i hans huvudarbete, den Deutsche Geschichte (12 band, 1891–1909, flera delar i nya upplagor, med tilläggsband Zur jüngsten deutschen Vergangenheit, 3 band, 1901–1903). Där har han sökt med den politiska historien förknippa den så kallade kulturhistoriens olika grenar, särskilt de ekonomiska och "socialpsykiska" elementen i utvecklingen, och sammanfatta alla dessa kulturelement under vissa, för en hel kulturperiod karaktäristiska begrepp (symbolism, typism, konventionalism, individualism, subjektivism), som han ansåg vara alster av en lagbunden, hos varje mänskligt samhälle likartad påvisbar utveckling. Det är sålunda kulturtillstånden i deras inbördes sammanhang som Lamprecht ville studera, och han tog i en mängd polemiska skrifter häftigt till orda mot nästan all tidigare historieskrivning såsom individualistisk, teleologisk och huvudsakligen "konstnärligt framställande". Mot den framhöll Lamprecht sin egen metod som inriktad på kausalsammanhangets utredande och strängt vetenskaplig. 
Lamprechts idéer, vilka innehar åtskilliga intressanta beröringspunkter med Comtes positivism och socialdemokraternas speciella historiska åskådning, framkallade på 1890-talet en synnerligen livlig metodologisk polemik huvudsakligen bland tyska forskare. Bland Lamprechts många inlägg i denna strid märks Alte und neue Richtungen in der Geschichtewissenschaft (1896), Was ist Kulturgeschichte? (i Deutsche Zeitschrift für Geschichtswissenschaft, 1896–1897) och Die kulturhistorische Methode (1899). Bland de polemiska inläggen på motsidan kan nämnas sådana av Felix Rachfahl, Max Lenz, Hermann Oncken, Georg von Below, Ernst Bernheim och Heinrich Rickert. 
En av utförlig bibliografi åtföljd redogörelse för denna strid ges av Nils Edén, "Ett nytt program för den historiska vetenskapen" (i "Historisk tidskrift" 1896) och "Frågan om en ny historisk metod" (ibidem, 1900). Lamprechts "Deutsche Geschichte" blev under striden skarpt kritiserad för vårdslöshet i detaljer, och hans förkastelsedomar över tidigare historiografiska riktningar såsom ovetenskapliga fick bland hans kolleger inom facket ringa anslutning. Han anses emellertid rätt allmänt ha, genom sitt påaktande av andra kulturelement än de politiska och sitt framhållande av olikartade kulturfenomens inbördes växelverkan, gett många värdefulla impulser åt det tidiga 1900-talets historieforskning.